# Bachelorette (film)
Pour les articles homonymes, voir Bachelorette.
Pour plus de détails, voir Fiche technique et Distribution.
Bachelorette est un film américain écrit et réalisé par Leslye Headland, sorti en 2012.

## Synopsis
Regan, Katie, Gena et Becky étaient inséparables au lycée. Depuis, de nombreuses années ont passé mais les quatre amies, si elles ont pris des chemins très différents, sont toujours en contact. Lorsque Becky, celle que tout le monde surnommait Face-de-Truie, leur annonce son mariage avec Dale, son petit ami de longue date, riche, beau et gentil, la bande a du mal à digérer la nouvelle. Regan, Katie et Gena vont enchaîner les pires gaffes la veille du mariage de Becky, ce qui sera peut-être l'occasion de faire le point sur leur vie.

## Fiche technique
- Titre original et français : Bachelorette
- Réalisation et scénario : Leslye Headland
- Direction artistique : Casey Smith
- Décors : Richard Hoover
  - Décors de plateau : Mary Prlain
- Costumes : Anna Bingemann
- Directeur de la photographie : Doug Emmett
- Montage : Jeffrey Wolf
- Musique : Andrew Feltenstein et John Nau
- Casting : Jennifer Euston
- Production : Brice Dal Farra, Claude Dal Farra, Jessica Elbaum (en), Will Ferrell, Adam McKay et Lauren Munsch ; Carly Hugo et Matthew Parker (coproduction)
  - Production associée : Matthew Vose Campbell et Brian Keady
  - Production exécutive : Chris Henchy et Paul Prokop
- Sociétés de production : Gary Sanchez Productions et BCDF Pictures
- Sociétés de distribution :  The Weinstein Company •  Mars Distribution
- Format : couleur - 35 mm - 2,35:1 – son Dolby Digital
- Pays d'origine :  États-Unis
- Langue originale : anglais
- Genre : Comédie
- Durée : 87 minutes
- Dates de sortie :
  -  États-Unis : 23 janvier 2012 (Festival de Sundance), 10 août 2012 (en VOD), 7 septembre 2012 (sortie nationale limitée)
  -  France : 17 octobre 2012

## Distribution
- Kirsten Dunst (V. F. : Marie-Eugénie Maréchal) : Regan
- Isla Fisher (V. F. : Audrey Sablé) : Katie
- Lizzy Caplan (V. F. : Christine Bellier) : Gena
- Rebel Wilson (V. F. : Edwige Lemoine) : Becky
- Kyle Bornheimer (V. F. : Julien Meunier) : Joe
- James Marsden (V. F. : Damien Boisseau) : Trevor
- Adam Scott (V. F. : Fabrice Josso) : Clyde
- Andrew Rannells (V. F. : Yoann Sover) : Manny
- Hayes MacArthur (V. F. : Boris Rehlinger) : Dale
- Ann Dowd : Victoria
- Ella Rae Peck : Stefanie
- Source et légende : Version française (V. F.) sur RS Doublage[2] et sur AlloDoublage[3]

## Accueil

### Réception critique
Dans l'ensemble des pays anglophones, Bachelorette a rencontré un accueil critique mitigé, puisque le site Rotten Tomatoes lui attribue 56 % d'avis positifs, sur la base de 62 commentaires collectés et une note moyenne de 5.6⁄10, tandis que sur le site Metacritic, le long-métrage recueille un score de 56 sur 100, sur la base de 27 commentaires collectés.

### Box-office
Sorti le 7 septembre 2012 aux États-Unis dans une combinaison limitée de salles, Bachelorette démarre à la 34e place du box-office américain, pour son premier week-end d'exploitation, avec 181 494 $. Le week-end suivant, le film, distribué dans treize salles supplémentaires, perd plus de 46 % de rentabilité, avec 96 778 $ engrangées et une 43e place au box-office, pour un cumul des recettes de 349 631 $. Bachelorette perd des salles et des places dans le box-office, pour finir son exploitation en salles avec 447 954 $. Au box-office mondial, le long-métrage totalise 10 058 116 $ de recettes. Bien que le film soit un échec aux États-Unis, Bachelorette, tourné pour un budget de production de 3 millions de $ , il a rencontré un certain succès commercial dans le monde.